# Бактеріоліз
Бактеріо́ліз — розчинення оболонки бактеріальної клітини і вихід вмісту цієї клітини у довкілля. 
Бактеріоліз може бути спонтанним, або зумовленим неспецифічною дією ферментів, фізичних і хімічних факторів. Специфічний бактеріоліз викликається бактеріофагом або бактеріолізинами (специфічні антитіла, що утворюються в організмі людини і тварин при виробленні імунітету).